# Antti Ronkainen (piłkarz)
Antti Ronkainen (ur. 7 czerwca 1958 w Mikkeli) – fiński piłkarz występujący na pozycji pomocnika.
W barwach Mikkelin Palloilijat i Haki rozegrał łącznie 231 spotkań i zdobył 20 bramek w pierwszej lidze fińskiej. Wraz z MP w 1991 wywalczył wicemistrzostwo Finlandii. Z kolei jako zawodnik Vasalunds IF wystąpił 98 meczach drugiej ligi szwedzkiej i strzelił 18 goli.
W reprezentacji Finlandii zadebiutował 9 sierpnia 1978 w zremisowanym 1:1 towarzyskim meczu z Norwegią. W latach 1978–1981 w drużynie narodowej rozegrał 12 spotkań.